# Полянский, Данила Леонтьевич
Даниил Леонтьевич Полянский (в крещении Иван; ум. 22 апреля (3 мая) 1702) — российский государственный деятель, думный дьяк, руководитель Приказа тайных дел в 1672—1675 гг.

## Биография
Точная дата рождения Полянского не известна. В июле 1667 года он скрепил грамоту в качестве дьяка Приказа Тайных дел, что указывает на видное служебное его положение. Под 1668 годом он в упоминается в боярских книгах. За подписью Полянского, как дьяка Тайного приказа, сохранились грамоты 1672, 1674 и 1675 года. В мае 1675 года, когда произошло некоторое изменение в делопроизводстве Приказа, и ему велено было заседать в нём с дьяками Башмаковым и Л. Ивановым.
В 1676 году, после смерти царя Алексея Михайловича и при вступлении на престол нового правителя Фёдора Алексеевича, Полянский присягал царю «в комнате» (т. е. среди ближних лиц) и, как дьяк Тайного приказа, находился среди лиц, которые приводили придворных чинов к присяге в столовой. В том же году он сделался думным дьяком Стрелецкого приказа. Когда Приказ тайных дел номинально был распущен, и Полянский перестал там быть дьяком, хотя фактически продолжал исполнять те же поручения, какие возлагались на него и прежде.
В 1677 году он был думным дьяком в Стрелецком Приказе и одновременно (по «Вивлиофике») — думным дьяком Приказов: Устюжской четверти и Хлебного.
8 октября 1677 года Даниил Леонтьевич Полянский отправился на Шведский посольский съезд и в начале 1678 года был уже в Москве.
С 1678 по 1680 год он был думным дьяком в Новой Четверти, в 1680 году участвовал в Земском соборе «по уничтожению местничества» и 12 января подписался под «соборным деянием».
После смерти царя Фёдора Алексеевича, он был назначен дневать и ночевать у гроба государя.
Во время стрелецкого мятежа 15 мая 1682 года, среди других лиц, неприятных партии Милославских, которых, по их наущению требовали стрельцы, был и Полянский; в угоду стрельцам он вместе с другими был сослан (20 мая), но из ссылки скоро возвратился, и в сентябре 1683 года он был назначен участвовать в крестном ходу.
В 1687 году скрепляет своею подписью Бархатную книгу.
Вскоре Полянский опять приближается к царю (Ивану V) и на него снова возлагаются особые поручения; затем он сделался думным дьяком в Земском приказе, из которого получил увольнение 26 сентября 1687 года.
30 июня 1688 года он участвовал во встрече (первой, большей) при приеме Имеретинского царя Арчила; под 1694 год упоминается в боярских книгах, а в 1700 году (в апреле) ему было поручено произвести розыск о злоупотреблениях красноярских воевод Башковских и Сем. Дурново; Полянский произвел розыск на месте, в городе Красноярске.
О дальнейшей жизни Даниила Леонтьевича Полянского после 1702 года ничего неизвестно.
Через руки Полянского прошло множество важных документов, и это свидетельствует о его разносторонней деятельности; по обязанностям своей службы, сопровождал царя повсюду и редко был оставляем в Москве на время отлучек государя. Сопровождая его в походах, да и во время пребывания в Москве, Полянский не только имел право личного доклада, но и вообще докладывал о всех делах, поступавших на рассмотрение государя. Ему, как дьяку Тайного приказа, сообщали для доклада царю обо всех внешних известиях. К нему отправлялись предварительно гонцы и послы, прибывшие к государю, чрез него назначались аудиенции; его извещали сановники, если за болезнью не были в состоянии принять от государя назначение; он же «ставил к руке» государя, когда тот или другой сановник или воевода отправлялся к месту своего назначения. Часто он посылался по государственным учреждениям или лицам с объявлением того или иного приказания или радостной для государя вести; получал от государя награды, какими награждались обыкновенно ближние придворные люди (например пирогами); участвовал в придворных торжествах, составлял росписи участвующих и мог иногда умышленно пропустить того, кого хотел. Присутствовал иногда при поставлении высших духовных особ и провожал их ради почета до покоев по назначению государя. Стоя во главе Тайного приказа, Полянский, естественно, занимал видное положение, но так как от него, человека простого происхождения, зависели по должности многие родовитые люди, то надо полагать, что он не был любим; поэтому следует с осторожностью относиться к разным слухам, распускавшимся про него.

## В культуре
Один из героев повести Михаила Успенского «Устав соколиной охоты».